# Vlad Hogea
Vlad Gabriel Hogea (n. 9 ianuarie 1977, Iași, România – d. 27 decembrie 2014, București, România) a fost un publicist și  politician român, fost deputat de Iași în Parlamentul României din partea Partidului România Mare în legislatura 2000–2004 și în legislatura 2004–2008, cunoscut ca autor al lucrării „Naționalistul”, o antologie de texte xenofobe publicate anterior în ziarele România Mare, Politica și Tricolorul.

## Studii
A absolvit Facultatea de Drept din cadrul Universității "Al.I. Cuza", din Iași în 1999, după care și Colegiul Național de Apărare, București, în 2003, cu lucrarea „Statele naționale în contextul globalizării”, profesorul îndrumător al său fiind senatorul PRM de Iași, controversatul istoric Gheorghe Buzatu. A obținut un doctorat în istorie la Universitatea din Craiova în 2007, cu lucrarea „Relațiile româno-germane (1940-1944), reflectate în documentele din Arhiva M.A.E. al României” tot sub îndrumarea lui Gheorghe Buzatu.

## Activitatea politică și publicistică
A început activitatea politică în 1992, în gruparea naționalistă Partidul România Mare, condusă de Corneliu Vadim Tudor, unde a activat în organizația de tineret. Din rândurile acesteia, a fost promovat pe lista PRM la alegerile legislative din 2000, unde a obținut un mandat de parlamentar de Iași. Între timp, el a publicat diverse articole xenofobe în România Mare, ziarul partidului, precum și în alte publicații naționaliste, cum ar fi Tricolorul. Printre acestea, se numără articole intitulate „Mareșalul Ion Antonescu a protejat evreii din România” și „Care Holocaust?”, prin care nega participarea guvernului antonescian al României la Holocaust în perioada 1941–1944.
În august 2001, Gheorghe Buzatu, protectorul său la Colegiul Național de Apărare și la Universitatea din Craiova, aflat la conducerea Centrului de Istorie și Civilizație Europeană din cadrul Academiei Române, l-a ajutat să publice o compilație a acestor texte sub titlul Naționalistul. Lucrarea profund xenofobă, inspirată, după spusele autorului ei, de Julius Streicher, redactorul revistei naziste Der Stürmer și, condamnat și executat pentru crime de război, a declanșat un scandal mare în presa românească și internațională. În urma protestelor a numeroși intelectuali, printre care Ana Blandiana, Virgil Ierunca și Monica Lovinescu (Mircea Mihăieș a denumit-o „noul Mein Kampf”), și ale liderilor comunității evreiești, cartea a fost retrasă de la publicare. În urma scandalului - procuratura a declanșat o anchetă penală, împiedicată, însă, de imunitatea parlamentară a lui Hogea - Gheorghe Buzatu a trebuit să demisioneze de la conducerea Centrului de Istorie și Civilizație Europeană, .
La alegerile din 2004, a fost ales din nou deputat din partea PRM, de data aceasta în județul Vaslui, deși a continuat să activeze în cadrul filialei ieșene a partidului. În preliminariile aderării României la Uniunea Europeană, a fost trimis în 2005 ca euroobservator la Parlamentul European. În anul următor, Hogea a demisionat din PRM și s-a înscris într-un alt partid de orientare naționalistă, PNG-CD. După un an de activitate în cadrul PNG-CD ca vicepreședinte, a fost trecut al treilea pe lista de candidați la alegerile europarlamentare din 2007, după ce a renegat materialele publicate de el în trecut în România Mare, acuzând influențele nocive ale fostului partid. Liderului PNG-CD, George Becali, însă, a acuzat antisemitismul și xenofobia violentă a lui Hogea, și l-a exclus de pe listele de candidați. Din acest motiv, el a demisionat din partid, acuzând conducerea acestuia de ignoranță și s-a înscris în Partidul Conservator (PC). În 2010, postul de televiziune Antena 2 aparținând trustului media controlat de liderul PC Dan Voiculescu, i-a dat spre realizare emisiunea Filmul sau viața?.
A părăsit și PC și s-a înscris în PP-DD, partid condus de patronul postului de televiziune OTV, Dan Diaconescu, în cadrul căruia a fost secretar executiv al și coordonator al Departamentului de Comunicare și președintele PP-DD Iași. În primăvara lui 2014, a revenit la PRM.
Hogea a murit în decembrie 2014, de un infarct miocardic în timp ce cobora scările blocului către biblioteca pe care o avea amenajată în boxa de la subsol.

## Opera livrescă
- Naționalistul, Editura: Crater, 2001
- Națiunea, eterna iubire..., Editura: Samizdat, 2005
- Dictatura nulităților, Editura: Samizdat, 2005
- Antologia pamfletului românesc, Editura: Samizdat, 2005 (2 vol.)
- Istorie și Societate", vol. IV (colab.; Ed. Rottarymond, 2006)
- Europa secretă, Editura: Business Adviser, 2010
- Vitralii tricolore, Editura: Business Adviser, 2010
- Capodopere ale pamfletului romanesc, Editura: Business Adviser, 2011
- Abecedarul de umor - Nastratin (colab. cu Mihai Matei), Editura: Bussines Adviser, 2012

## Opera academica
- Lucrare de licență în Drept: "Defăimarea țării sau a națiunii" (Universitatea "Al. I. Cuza", Iași, 1995; conducător științific: prof.univ.dr. Tudorel Toader)
- Lucrare de absolvire a Colegiului Național de Apărare: "Statele naționale în contextul globalizării" (Colegiul Național de Apărare, București, 2003; conducător științific: prof.univ.dr. Gheorghe Buzatu)
- Mareșalul Antonescu la judecata istoriei (colab.; Ed. Mica Valahie, 2002)
- Europa XXI, nr. 11-12 (colab.; Centrul de Istorie și Civilizație Europeană, Iași, 2002-2003)
- Omagiu istoricului Florin Constantiniu (colab.; Ed. Pallas, 2003)
- Istoria Senatului României (coautor; R. A. Monitorul Oficial, 2004)
- Omagiu istoricului Constantin Bușe” (colab.; Ed. Pallas, 2004)
- Lucrare de doctorat în Istorie: "Relațiile româno-germane (1940-1944), reflectate în documentele din Arhiva M.A.E. al României" (Universitatea din Craiova, 2007; conducător științific: prof.univ.dr. Gheorghe Buzatu)

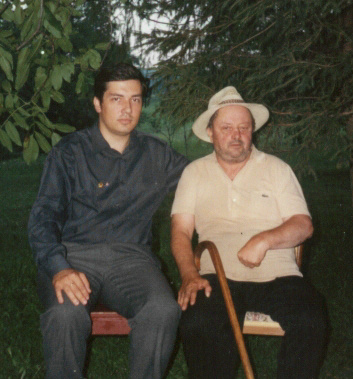
Vlad Hogea şi Mihăilă Cofariu, 2002
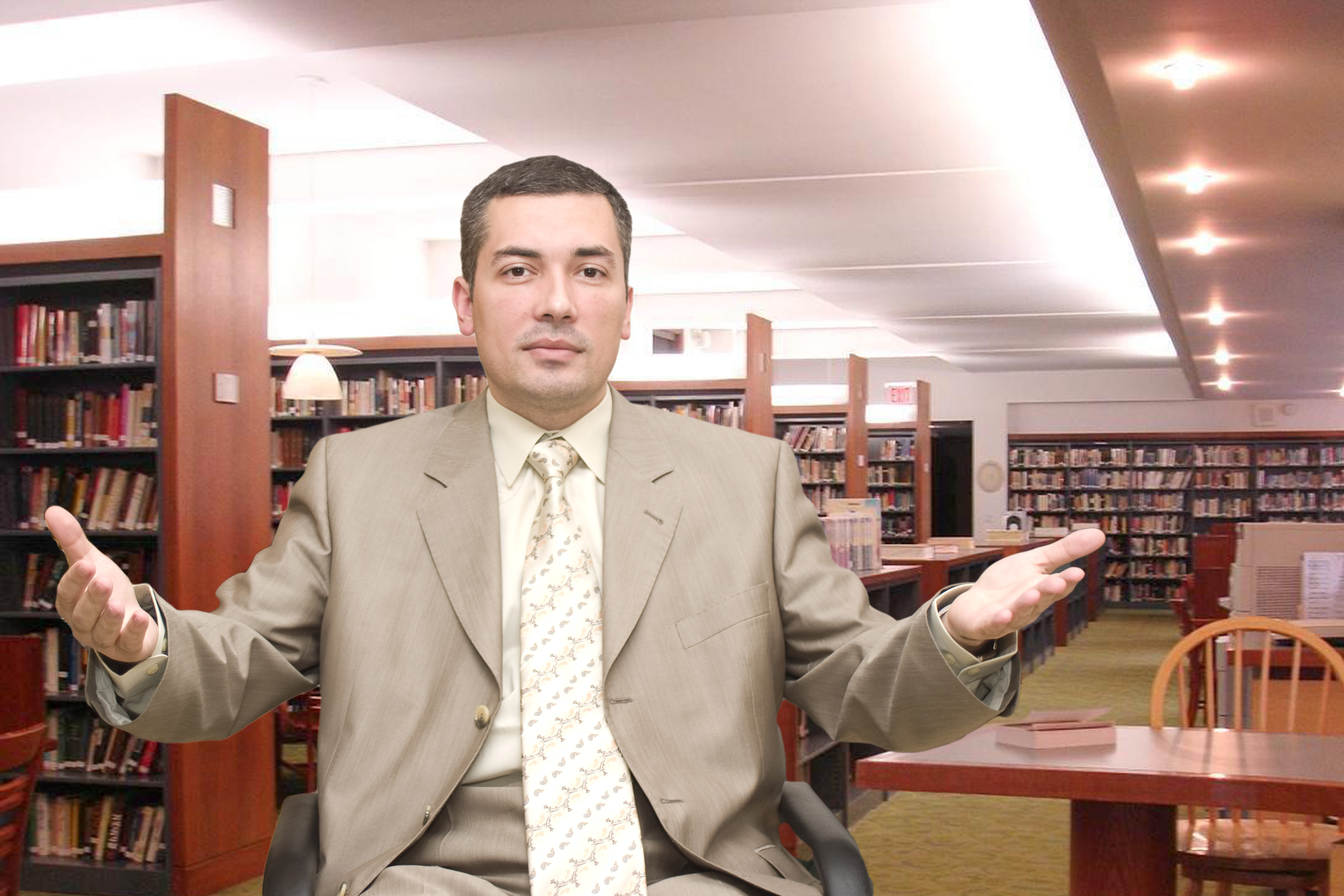
Vlad Hogea, 2008
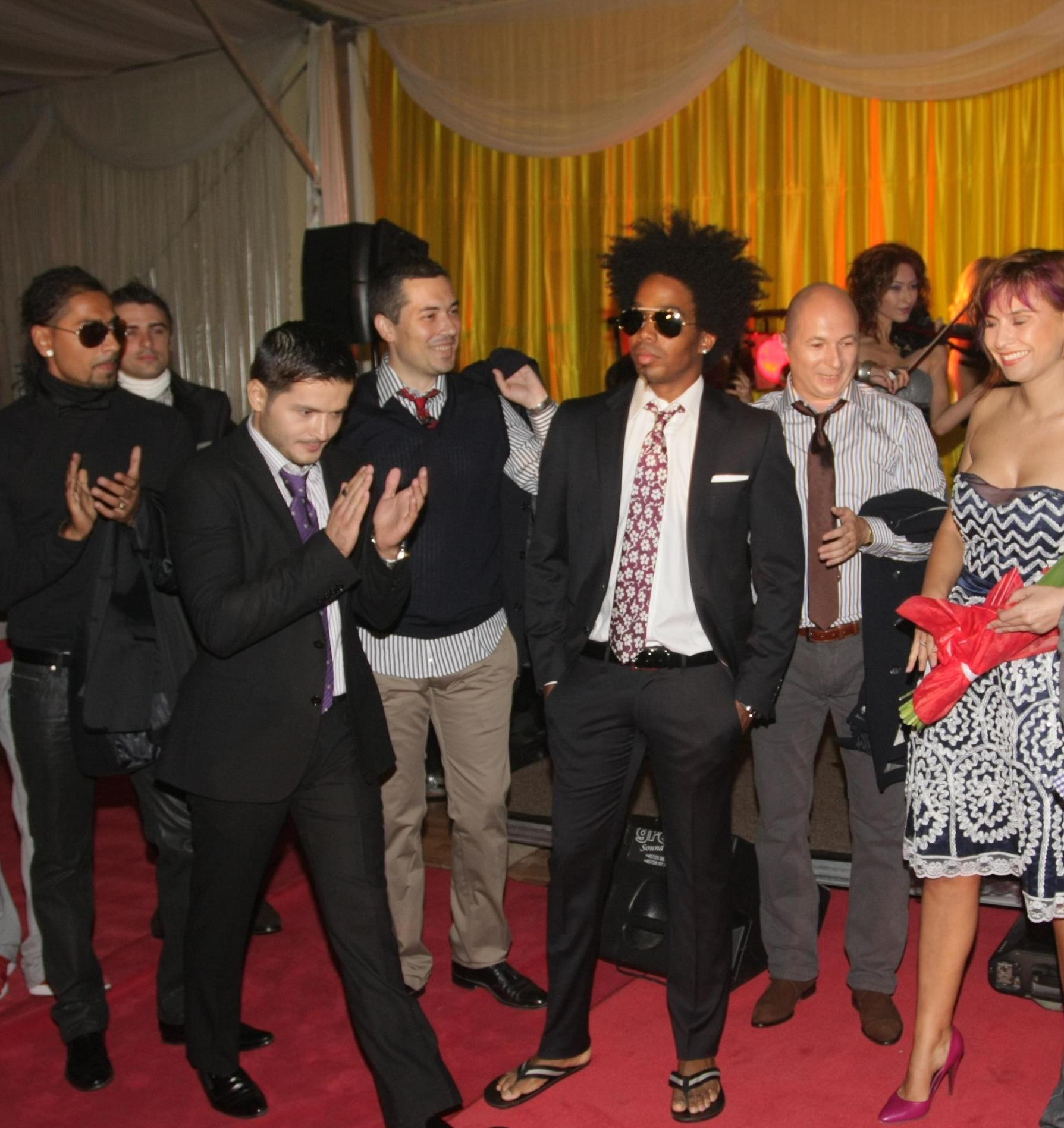
Vlad Hogea la o prezentare de modă „Trends” de Adina Buzatu, 2008
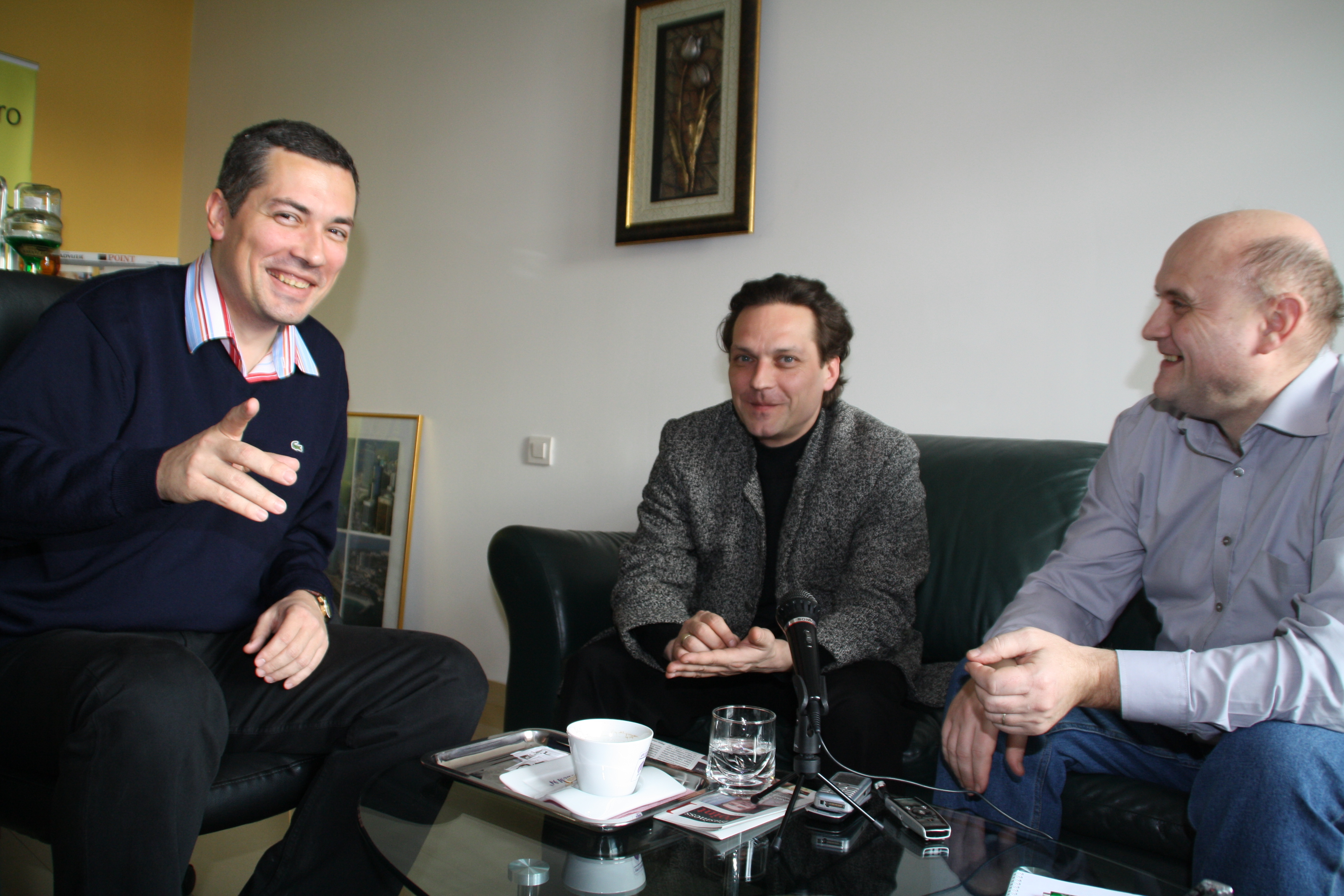
Vlad Hogea, George Ivaşcu şi Daniel Neguţ, în redacţia "Business Adviser", 2010